# Bobrówka (powiat de Mońki)
Pour les articles homonymes, voir Bobrówka.
Bobrówka est un village polonais de la gmina de Jaświły dans le powiat de Mońki et dans la voïvodie de Podlachie. Il se situe à environ 19 kilomètres au nord-est de Mońki et à 46 kilomètres au nord de Białystok. 
Le village compte approximativement 30 habitants.